# Trójca Święta ze Świerzawy
Trójca Święta ze Świerzawy lub Tron Łaski ze Świerzawy – gotycki obraz namalowany przez nieznanego artystę śląskiego, lub czeskiego, najpewniej przed 1345 rokiem. Dzieło to przedstawia tronującego Boga Ojca, ukrzyżowanego Syna Bożego i Ducha Świętego w typie Tronu Łaski. Obraz ten jest jednym z najstarszych zachowanych dzieł malarstwa tablicowego znanych w obecnej sztuce Polski i Śląska.

## Dzieje
Nieznane są dawniejsze dzieje obrazu. Odnaleziony we wrześniu w roku 1898 na strychu plebanii kościoła Świętych Jana Chrzciciela i Katarzyny Aleksandryjskiej w Świerzawie na Dolnym Śląsku obraz został ofiarowany do ówczesnego Erzbischöfliches Diözesanmuseum we Wrocławiu. Po 1945 znajdował się w Państwowych Zbiorach Sztuki na krakowskim Wawelu, następnie w 1964 roku przekazany do ówczesnego wrocławskiego Muzeum Śląskiego (obecnego Muzeum Narodowego), gdzie prezentowany jest do dziś.

## Wygląd
Tematem obrazu jest Trójca Święta. Zasiadający na tronie Bóg Ojciec został tu ukazany jako pełen godności, sędziwy starzec, który spogląda na wprost, w stronę odbiorcy. Jego twarz charakteryzuje się ciemną, oliwkowo-ugrową karnacją, konturowo zaznaczonymi ciemnymi oczami, podkreślonymi różowatymi tonacjami policzkami, czerwonawymi ustami oraz długimi falującymi siwymi włosami i bujnym zarostem, z linearnie zaznaczonymi kosmykami. Na głowie ma nałożoną złotą koronę, (zaznaczoną tu czarnym konturem) której złoty kolor wpisuje się w krąg złocistego nimbu krzyżowego. Odziany jest w długą ciemnoniebieską suknię, na którą ma narzucony masywny biały płaszcz z czerwonym podbiciem. Zarówno suknię i płaszcz zdobią złociste obszycia z dekoracją ornamentalną. Bose stopy wspiera na poduszce o czerwono-ugrowych tonacjach z białymi konturami ozdobnego ornamentu. Bóg ma szeroko rozpostarte ręce w których trzyma poziome belki krzyża, na którym wisi martwy Chrystus-Syn Boży. Jego twarz charakteryzuje się miękkim modelunkiem oraz silnym kontrastem światłocieniowym pomiędzy niskim czołem, głębokimi oczodołami i mocno podkreślonymi powiekami oraz między policzkami a brodą, ponadto silnie uwydatniono łuki brwiowe i kość nosową. Ciemnobrązowe, długie, falujące włosy charakteryzują się podobnie jak u Boga Ojca linearnie zaznaczonymi kosmykami. Głowę otacza złoty nimb krzyżowy. Mimo uwzględnionych symptomów męczeńskiej śmierci krzyżowej (zamknięte oczy, mocno pochylona na prawo głowa, krew wypływająca z przebitego boku, ale brak korony cierniowej) ciało Chrystusa zostało ukazane w sposób bardzo subtelny i miękki. W sposób delikatny malarz uwzględnił cechy anatomiczne (m.in. lekko prześwitujące żebra i mostek, mięśnie podudzia). Kolorystyka karnacji utrzymana jest w podobnych tonacjach co twarz Boga Ojca. Biodra okrywa sięgające do kolan i ściśle przylegające do ud białe perizonium, charakteryzuje się delikatnym modelunkiem, płynnymi draperiami i przezroczystością (lekko prześwitujące uda). Na wierzchołku krzyża znajduje się napis INRI pisanym gotycką majuskułą umieszczony na malutkiej czerwona tabliczce, na której zasiada Duch Święty w postaci małej, białej gołębicy.
Tron na którym zasiada Bóg Ojciec tworzy swego rodzaju architektoniczną scenerię uzupełniającą główny temat obrazu. Ten symbol władzy charakteryzuje się kontrastem materii i koloru. Utrzymany w tonacjach zbliżonych do ciemnego drewna zaplecek zdobią ażurowe aedicule przywołujące ówczesny gotycki kunszt ciesielski, natomiast siedzisko, choć artykułowane za pomocą gzymsów i zdobione wklęsłymi płycinami i wypukłymi ornamentami sprawia wrażenie masywnej marmurowej bryły o zielonkawo-seledynowych odcieniach. W górnych częściach aediculi ukazane są dwa aniołki o delikatnych rysach twarzy i podobnej co Bóg Ojciec i Syn Boży karnacji, kontrastującej ze złocisto rudawymi kolorami włosów opiętych złocistymi przepaskami. Po prawicy anioł kołysze kadzielnicą, odziany jest czerwone szaty i ma ciemnobłękitne skrzydła, po lewicy zaś, drugi anioł się modli, ma ciemnobłękitne szaty i złociste skrzydła.

## Analiza
Całość ma bardzo reprezentacyjny charakter. Ostentacja Bożego majestatu, zbawczy wymiar śmierci Chrystusowej i ceremonialne gesty aniołów podkreślają świętość objawienia. Istotą obrazu jest idea zbawienia, która w średniowieczu częstokroć odnosiła się do nowotestamentowych listów apostolskich. Święty Paweł w liście do Rzymian wspomina, iż Bóg Ojciec wystawił przed swoim światem zbroczonego krwią Syna jako widomy znak i narzędzie pojednania i w ten sposób okazał swą zbawczą sprawiedliwość. Tenże apostoł w liście do Hebrajczyków wspomina wprost o Tronie Łaski, który w średniowieczu należał do głównych tematów w przedstawieniach Trójcy Świętej.
Uroczysty nastrój przedstawienia podkreśla wysublimowana kolorystyka, wyważona gra kontrastów i kompozycja. Pozłacane tło, nimby i dekoracje tkanin kontrastują z ciemnymi karnacjami, te zaś z ostrymi barwami kostiumów. Płaszczyzna złoceń kontrastuje z trójwymiarowymi ornamentalnymi aplikacjami i przede wszystkim perspektywicznym ujęciem tronu i przestrzennym ukazaniem Trójcy Świętej i krzyża. Wysoką umiejętność malarską poświadcza także wyważone zestawienie linearnych konturów z plamami. Cechy te wskazują, że nieznany mistrz był wysoko wykształconym artystą, działającym w najwyższych kręgach społeczeństwa średniowiecznego. W historii badań nad obrazem wyłoniło się kilka wersji dotyczące genezy dzieła, większość z nich uwzględnia silny związek sztuki śląskiej ze sztuką północnej Italii i Czech, które w okresie panowania cesarza Karola IV przeżywały swoją świetność.
Malarz wykształcił się prawdopodobnie w kręgu Mistrza Ołtarza z Wyższego Brodu, jednego z głównych przedstawicieli wczesnego malarstwa tablicowego w Królestwie Czech. Typy fizjonomiczne oraz miękki modelunek ciemnych karnacji należą do głównych cech wspólnych, cechy te pojawiały się także w malarstwie włoskim pierwszej połowy XIV stulecia, głównie w Sienie. Architektoniczna forma tronu zdradza wpływy XIV-wiecznego malarstwa florenckiego a także czeskiego. Italianizmy w czeskim malarstwie pojawiały się bardzo często, dzięki silnym relacjom dworu Karola IV z artystami północnych Włoch, co za tym docierały także na Śląsk. Ponadto świerzawska Trójca Święta jest kojarzona z dziełem anonimowego Mistrza Zaśnięcia Marii znanego z obrazu o tym tytule znalezionym w miejscowości Košátky w Czechach, obecnie prezentowanym w Museum of Fine Arts w Bostonie (Massachusetts, USA). Od strony stylistycznej Trójca Święta łączona jest także ze śląskim malarstwem książkowym, przede wszystkim z miniaturami w Kodeksie Świętej Jadwigi, spisanym w 1351 roku przez Mikołaja Pruzię, na zlecenie księcia legnicko-brzeskiego Ludwika I, który należał do głównych mecenasów sztuki śląskiej doby gotyku. Tenże władca prawdopodobnie zlecił namalowanie Trójcy Świętej, która stanowiła część dyptyku, co poświadczają ślady po zawiasach. Druga z kwater nie zachowała się, prawdopodobnie przedstawiała Matkę Boską i Dzieciątkiem Jezus. W kontekście związku Wcielenia z Odkupieniem jest to najczęściej sugerowane przez badaczy przypuszczenie. Stąd też Trójca Święta była przenośnym retabulum ołtarzowym służącym do prywatnej dewocji, być może stanowiło część wystroju rezydencji księcia.